# فردریک استور
فردریک اولف اسایاس استور (سوئدی: Fredrik Olof Esaias Stoor؛ زادهٔ ۲۸ فوریهٔ ۱۹۸۴) بازیکن فوتبال اهل سوئد است.

## باشگاهی
از باشگاه‌هایی که در آن بازی کرده‌است می‌توان به باشگاه فوتبال لیلستروم، و هامارابی، باشگاه فوتبال وولرنگا، دربی کانتی، باشگاه فوتبال روزنبورگ , باشگاه فوتبال فولام اشاره کرد.

## تیم ملی
وی همچنین در تیم ملی فوتبال سوئد بازی کرده است.